# Arroyo del Aguilón
Arroyo del Aguilón är ett vattendrag i Spanien.   Det ligger i provinsen Provincia de Madrid och regionen Madrid, i den centrala delen av landet, 50 km norr om huvudstaden Madrid.